# Barbara Mervin
Pour les articles homonymes, voir Mervin.
Pas d'image ? Cliquez ici

b Matchs officiels uniquement.
Barbara Mervin, née le 1er avril 1982 à Saint-Jean de Terre-Neuve (Canada), est une joueuse internationale canadienne de rugby à XV et internationale de rugby à sept évoluant au poste de Troisième ligne aile.

## Biographie
Barbara Mervin représente le Canada lors de la Coupe du monde de rugby à XV 2014 en France,. Se brisant la main droite lors du match contre l'Espagne, elle rate la suite du tournoi.
Mervin joue aussi avec l'équipe du Canada de rugby à sept et remporte le Tournoi des États-Unis à Whitney en 2012.[réf. nécessaire]
Par la suite, elle est entraîneuse des Vikes de l'Université de Victoria.
Elle est connue sous le surnom de Swevin Mervin.
Barbara Mervin complète une formation en histoire de l'art à l'Université Western Ontario et également une formation en stylisme de la Pacific Design Academy de Victoria en Colombie-Britannique.[réf. nécessaire]
Elle fonde Aptoella Rugby Apparel, une entreprise de vêtements de sport.